# Nuoto ai Giochi della XVII Olimpiade - 200 metri farfalla maschili
La competizione dei 200 metri farfalla maschili di nuoto ai Giochi della XVII Olimpiade si è svolta nei giorni dal 31 agosto al 2 settembre 1960 allo stadio Olimpico del Nuoto di Roma.

## Programma
| Data             | Round        | Note                                |
| ---------------- | ------------ | ----------------------------------- |
| 31 agosto 1960   | 5 Batterie   | I migliori 16 tempi alle semifinali |
| 1 settembre 1960 | 2 Semifinali | I migliori 8 tempi alla finale      |
| 2 settembre      | Finale       |                                     |

## Risultati

### Batterie
| Pos. | Atleta            | Nazione          | Tempo  | Posizione Finale |
| ---- | ----------------- | ---------------- | ------ | ---------------- |
| 1    | Michael Troy      | Stati Uniti      | 2'15"5 | 1                |
| 2    | Kenzo Izutsu      | Giappone         | 2'20"3 | 8                |
| 3    | Grigory Kiselyov  | Unione Sovietica | 2'24"6 | 13               |
| 4    | Alexandru Popescu | Romania          | 2'24"6 | 13               |
| 5    | Ian Blyth         | Gran Bretagna    | 2'24"9 | 15               |
| 6    | Giampiero Fossati | Italia           | 2'31"9 | 26               |
| 7    | Bert Sitters      | Paesi Bassi      | 2'36"6 | 29               |

| Pos. | Atleta           | Nazione          | Tempo  | Posizione Finale |
| ---- | ---------------- | ---------------- | ------ | ---------------- |
| 1    | Fritz Dennerlein | Italia           | 2'18"3 | 4                |
| 2    | Valentin Kuzmin  | Unione Sovietica | 2'19"3 | 6                |
| 3    | Eulalio Ríos     | Messico          | 2'22"7 | 9                |
| 4    | Håkan Bengtsson  | Svezia           | 2'25"0 | 16               |
| 5    | Wolfgang Sieber  | Germania         | 2'25"4 | 19               |
| 6    | Gerrit Korteweg  | Paesi Bassi      | 2'26"4 | 20               |
| 7    | Cam Grout        | Canada           | 2'27"7 | 21               |

| Pos. | Atleta              | Nazione        | Tempo  | Posizione Finale |
| ---- | ------------------- | -------------- | ------ | ---------------- |
| 1    | Dave Gillanders     | Stati Uniti    | 2'16"2 | 2                |
| 2    | Luis Nicolao        | Argentina      | 2'23"9 | 10               |
| 3    | Pavel Pazdírek      | Cecoslovacchia | 2'24"2 | 12               |
| 4    | Amir Hussin Hamsain | Filippine      | 2'27"9 | 22               |
| 5    | Luís Vaz Jorge      | Portogallo     | 2'28"9 | 23               |
| 6    | Aldo Perseke        | Brasile        | 2'50"8 | 32               |
| 7    | Lovro Radonjić      | Jugoslavia     | 3'00"6 | 34               |

| Pos. | Atleta             | Nazione   | Tempo  | Posizione Finale |
| ---- | ------------------ | --------- | ------ | ---------------- |
| 1    | Neville Hayes      | Australia | 2'18"1 | 3                |
| 2    | Ilkka Suvanto      | Finlandia | 2'23"9 | 10               |
| 3    | Jürgen Bachmann    | Germania  | 2'25"0 | 16               |
| 4    | Henri Vidil        | Francia   | 2'36"0 | 28               |
| 5    | Heriberto de la Fe | Spagna    | 2'37"0 | 30               |
| 6    | Ahiron Radjae      | Filippine | 2'39"8 | 31               |

| Pos. | Atleta            | Nazione    | Tempo  | Posizione Finale |
| ---- | ----------------- | ---------- | ------ | ---------------- |
| 1    | Kevin Berry       | Australia  | 2'18"9 | 5                |
| 2    | Haruo Yoshimuta   | Giappone   | 2'19"4 | 7                |
| 3    | Fernando Fanjul   | Argentina  | 2'25"2 | 18               |
| 4    | László Kiss       | Ungheria   | 2'31"0 | 24               |
| 5    | José Vicente León | Spagna     | 2'31"4 | 25               |
| 6    | Veljko Rogošić    | Jugoslavia | 2'35"5 | 27               |
| 7    | Fong Seow Hor     | Malesia    | 2'56"4 | 33               |

#### Spareggio
| Pos. | Atleta          | Nazione  | Tempo  |
| ---- | --------------- | -------- | ------ |
| 1    | Jürgen Bachmann | Germania | 2'23"1 |
| 2    | Håkan Bengtsson | Svezia   | 2'25"1 |

### Semifinali
| Pos. | Atleta           | Nazione          | Tempo  | Posizione Finale |
| ---- | ---------------- | ---------------- | ------ | ---------------- |
| 1    | Michael Troy     | Stati Uniti      | 2'18"0 | 1                |
| 2    | Neville Hayes    | Australia        | 2'21"6 | 6                |
| 3    | Haruo Yoshimuta  | Giappone         | 2'21"7 | 7                |
| 4    | Kevin Berry      | Australia        | 2'23"1 | 8                |
| 5    | Eulalio Ríos     | Messico          | 2'24"2 | 10               |
| 6    | Grigory Kiselyov | Unione Sovietica | 2'24"8 | 11               |
| 7    | Luis Nicolao     | Argentina        | 2'26"8 | 12               |
| 8    | Ian Blyth        | Gran Bretagna    | 2'26"8 | 13               |

| Pos. | Atleta            | Nazione          | Tempo  | Posizione Finale |
| ---- | ----------------- | ---------------- | ------ | ---------------- |
| 1    | Dave Gillanders   | Stati Uniti      | 2'18"7 | 2                |
| 2    | Valentin Kuzmin   | Unione Sovietica | 2'19"1 | 3                |
| 3    | Fritz Dennerlein  | Italia           | 2'20"5 | 4                |
| 4    | Kenzo Izutsu      | Giappone         | 2'21"5 | 5                |
| 5    | Pavel Pazdírek    | Cecoslovacchia   | 2'23"5 | 9                |
| 6    | Jürgen Bachmann   | Germania         | 2'28"4 | 14               |
| 7    | Alexandru Popescu | Romania          | 2'28"5 | 15               |
| -    | Ilkka Suvanto     | Finlandia        | Rit.   |                  |

### Finale
| Pos.    | Atleta           | Nazione          | Tempo  |
| ------- | ---------------- | ---------------- | ------ |
| Oro     | Michael Troy     | Stati Uniti      | 2'12"8 |
| Argento | Neville Hayes    | Australia        | 2'14"6 |
| Bronzo  | Dave Gillanders  | Stati Uniti      | 2'15"3 |
| 4       | Fritz Dennerlein | Italia           | 2'16"0 |
| 5       | Haruo Yoshimuta  | Giappone         | 2'18"3 |
| 6       | Kevin Berry      | Australia        | 2'18"5 |
| 7       | Valentin Kuzmin  | Unione Sovietica | 2'18"9 |
| 8       | Kenzo Izutsu     | Giappone         | 2'19"4 |